# Accion 21
Accion 21 (Nederlands: Actie 21, afgekort A21) is een Arubaanse politieke partij en heeft een progressief liberale signatuur.
De partij is opgericht op 18 december 2020 door Miguel Mansur, econoom en financieel deskundige. Haar ontstaan werd aangespoord door de coronacrisis en het oproer rond de autonomie en zelfredzaamheid van Aruba in het kader van het hervormingspakket onder toezicht van het Caribisch Orgaan voor Hervorming en Ontwikkeling (COHO). Speerpunten van de partij zijn het reactiveren van de economie, de sanering van de financiële situatie van Aruba en overheidshervormingen. Zij staat voor samenwerking met Nederland en verbetering van de relaties binnen het Koninkrijk der Nederlanden. Partijleider is Miguel Mansur.
Bij de statenverkiezingen op 25 juni 2021 debuteerde A21 met een korte kandidatenlijst en wist 3.410 stemmen en een statenzetel te bemachtigen. Na lijsttrekker Mansur stond op de tweede positie statenlid Daphne Lejuez, die eind 2019 had gebroken met de MEP. Na geruchten over interne strubbelingen trokken partijleden Daphne Lejuez en Leonardo Figaroa zich op 5 juli 2021 terug uit de partij. Lejuez had bij de verkiezingen 500 stemmen verworven en Figaroa 190 stemmen. Twee dagen later brak een derde lid met de partij.